# Banco D. João de Castro
O Banco D. João de Castro é um grande vulcão submarino localizado nas coordenadas geográficas 38° 08' 24" N e 26° 22' 48" W, sensivelmente a meia distância entre as ilhas Terceira e São Miguel, no arquipélago dos Açores.

## Descrição
A formação delimita as regiões norte e sul da Fossa do Hirondelle e insere-se num alinhamento vulcano-tectónico subsidiário do Rifte da Terceira, constituído por uma série de falhas normais e cones vulcânicos de orientação 145º NNW-SSE que se desenvolvem desde o sul da ilha de Santa Maria até à Dorsal Média do Atlântico, a noroeste da Ilha Graciosa.
O edifício vulcânico é constituído por escoadas lávicas e depósitos vulcanoclásticos submarinos sobrepostos e tem um cume a apenas 12 metros abaixo do nível médio do mar. A região central do vulcão é ocupada por um extenso campo fumarólico que emite uma grande quantidade de gases que borbulham até à superfície do mar. Atividade sísmica continuada na região faz prever que uma nova ilha poder-se-á formar num futuro não muito distante.
No flanco noroeste do vulcão, existem dois cones parasitas, ambos com cerca de 90 x 45 m de dimensão. A cratera mais recente está recoberta por uma superfície constituída por um lago de lava solidificada marcado por fraturas de contração poligonais, enquanto que a cratera mais antiga, menos distinta por estar modificada pelo tectonismo local, está recoberta por depósitos de tefra.
O Banco D. João de Castro é sísmica e vulcanicamente muito ativo, com formas secundárias de vulcanismo muito evidentes que se traduzem em numerosas fumarolas e nascentes termais submarinas e num gradiente geotérmico muito elevado. São comuns as crises sísmicas centradas neste vulcão, prolongando-se por algumas semanas e produzindo muitos milhares de sismos, em geral, de pequena intensidade, alguns dos quais são sentidos com intensidade II/III da escala de Mercalli no sueste da Terceira e na região oeste da ilha de São Miguel.

## História
A última grande erupção no banco D. João de Castro ocorreu em dezembro de 1720 e formou uma ilha sensivelmente circular, com cerca de 1,5 km de diâmetro e 250 metros de altura. A erupção foi muito intensa, causando múltiplos sismos sentidos na Terceira e em São Miguel e originando um clarão noturno visível a partir de ambas as ilhas. O mesmo acontecia com a coluna de cinzas e vapor de água, que se avistava durante o dia a partir das ilhas vizinhas. O paroxismo da erupção parece ter ocorrido em torno do dia 31 de dezembro de 1720, dia em que se sentiram grandes estrondos e múltiplos sismos. A erosão marinha depressa reduziu consideravelmente a ilha, de tal forma que, a 21 de julho de 1722, o Conselho da Marinha foi informado de que a ilha tinha desaparecido, embora haja notícias de registos visuais posteriores. Após quase dois séculos de acesa disputa quanto à existência ou não da ilha ou de um baixio dela resultante, a 28 de julho de 1941, o navio hidrográfico português D. João de Castro descobriu o baixio, ao qual foi dado o nome do navio. Uma intensa crise sísmica ocorrida em 1997 parece indicar ter ocorrido uma pequena erupção naquele ano.

## Biodiversidade
Os fundos marinhos e as águas em torno do Banco D. João de Castro exibem uma grande biodiversidade, com cerca de 220 espécies identificadas e um índice de Margalef de 8,7. São comuns espécies como a patruça, o peixe-porco, a jamanta, a cavala-da-Índia e a bicuda. A macroflora dominante é constituída por um tapete de Sargassum sp. Esta riqueza biológica e a singularidade das formas de vulcanismo submarino que exibe justificaram a designação do banco como Sítio de Interesse Comunitário (com o código PTMIG0021) no âmbito da Diretiva Habitats e integrado na Rede Natura 2000 da União Europeia.